# Тед Мередіт
Джеймс Едвін «Тед» Мередіт (англ. James Edwin "Ted" Meredith; 14 листопада 1891 — 2 жовтня 1957) — американський легкоатлет, який спеціалізувався в бігу на короткі та середні дистанції.

## Із життєпису
Дворазовий олімпійський чемпіон-1912 з бігу на 800 та в естафеті 4×400 метрів. На Іграх-1912 був четвертим на 400-метрівці.
На наступних Іграх-1920 участі у бігу на 800 метрів не брав, посів четверте місце в естафеті 4×400 метрів та не пройшов далі стадії забігів у бігу на 400 метрів.
Екс-рекордсмен світу з бігу на 440 ярдів, 800 метрів, 880 ярдів, а також в естафетах 4×440 метрів та 4×440 ярдів (загалом 7 ратифікованих світових рекордів).
По закінченні спортивної кар'єри працював рієлтором.
Працював тренером у Чехословаччині, готував легкоатлетичну збірну цієї країни до Ігор-1936.

## Основні міжнародні виступи
| Рік  | Змагання         | Місто     | Місце | Дисципліна |
| ---- | ---------------- | --------- | ----- | ---------- |
| 1912 | Олімпійські ігри | Стокгольм | 4     | 400 м      |
| 1912 | 1                | 800 м     |       |            |
| 1912 | 1                | 4×400 м   |       |            |
| 1920 | Олімпійські ігри | Антверпен | 2заб4 | 400 м      |
| 1920 | 4                | 4×400 м   |       |            |